# Preszowszczyzna

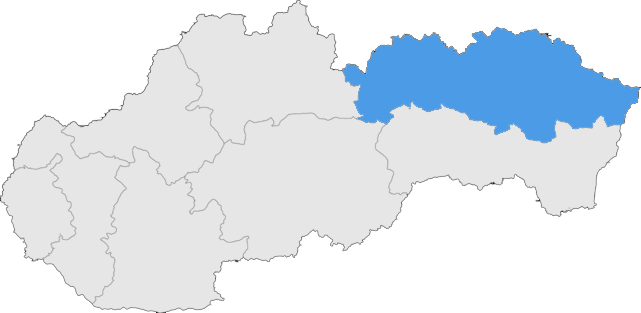
Mapa kraju preszowskiego

Preszowszczyzna – region w zachodniej części Zakarpacia, należący obecnie do Słowacji jako kraj preszowski, ze stolicą w Preszowie.
Preszowszczyzna obejmuje północną część dawnych węgierskich komitatów Zemplén, Sáros, Szepes oraz powiat Szobránc komitatu Ung.
Duży wpływ na powstanie tego regionu miało utworzenie greckokatolickiej eparchii preszowskiej w 1815, oraz odłączenie od Rusi Podkarpackiej w 1919.